# Пиер дьо Ферма
 Вижте също: Ферма (пояснение).
Пиер дьо Ферма (на френски: Pierre de Fermat) е френски юрист в Парламента на Тулуза и математик с голям принос в развитието на съвременния математически анализ и теорията на числата. Роден е в Бомон дьо Ломан, Лангедок, Франция на 17 август 1601 г. Умира в Кастр, Лангедок, Франция на 12 януари 1665.
Ферма е предшественик на диференциалното смятане със своя метод за намиране на най-голяма и най-малка ордината на крива. Може би още по-важно, неговите блестящи изследвания в теорията на числата го издигат до основател на съвременната теория в тази област. Той има и значим принос към аналитичната геометрия и теорията на вероятностите.
Известен е в цял свят със своята Велика теорема (наричана още Последна теорема на Ферма), която остава векове с непотвърдено доказателство.